# Leptaulax luzonicus
Leptaulax luzonicus là một loài bọ cánh cứng trong họ Passalidae. Loài này được Iwase miêu tả khoa học năm 1996.